# L'anima del fuoco
L'anima del fuoco (in lingua originale, Soul of the Fire), è il quinto volume della serie high fantasy de La spada della verità dello scrittore statunitense Terry Goodkind; è anche il primo libro della saga uscito in volume unico anche in Italia.

## Introduzione
Richard e Kahlan si sono finalmente sposati e passano la loro prima notte da marito e moglie nella Casa degli Spiriti del popolo del Fango. Il giorno dopo il matrimonio, alcune morti improvvise e misteriose si verificano nel villaggio. Richard intuisce che i tre Rintocchi, evocati da Kahlan per salvarlo dalla peste (vedi Il tempio dei venti), sono ancora liberi nel Mondo dei Vivi, e seminano  terrore e morte. Zedd spedisce Richard e Kahlan ad Aydindril, al Mastio del Mago, per infrangere una speciale bottiglia e fermare l'incantesimo.
Sulla strada verso Aydindril, Richard, Kahlan e la loro Mord-Sith guardia del corpo, Cara, vengono a contatto con il popolo di Anderith, che possiede una potentissima arma di difesa, il Dominie Dirtch. Scoprono così che l'Ordine Imperiale, attraverso l'ambasciatore Stein, sta cercando di portare Anderith dalla loro parte nella lotta contro il D'Hara. Richard e Kahlan tentano di convincere Anderith ad allearsi con loro.

## Trama
Il libro riparte da dove era terminato Il tempio dei venti, cioè dal giorno seguente il matrimonio di Richard e Kahlan, nel villaggio del Popolo del Fango.
Strane morti e l'apparizione di “una gallina che non è una gallina” fanno temere a Richard che qualcosa di molto grave stia accadendo. Zedd rivela a Richard che la gallina è un'Insidia, una creatura magica mandata dalle Sorelle dell'Oscurità al servizio dell'Imperatore Jagang. Secondo Zedd, l'unico modo di distruggere l'Insidia consiste nel rompere, con la Spada della Verità, una particolare bottiglia custodita nel Mastio del Mago ad Aydindril.
In realtà, Zedd ha inventato tutto, per non rivelare a Richard e Kahlan che la vera minaccia che incombe sull'umanità è costituita dai tre Rintocchi, Reechani, Sentrosi e Vasi (fuoco, acqua ed aria), in grado di distruggere progressivamente la magia. Zedd ha ingannato Richard e Kahlan per spedirli nel Mastio, al sicuro dai Rintocchi, mentre lui tenta di risolvere il problema.
Richard, Kahlan e Cara, ignari della realtà partono per Aydindril, per rompere la famosa bottiglia. Contemporaneamente, Zedd e Ann partono a loro volta dal villaggio del Popolo del Fango, Zedd diretto verso Anderith, per scoprire quanto possibile sui Rintocchi, Ann alla ricerca dell'esercito dell'Ordine Imperiale per tentare di salvare le Sorelle della Luce dalla schiavitù di Jagang. Ann raggiunge l'accampamento dell'Ordine, ma le Sorelle da lei contattate, terrorizzate dai poteri di Jagang, preferiscono tradirla e consegnarla prigioniera all'Imperatore.
Lo scenario del libro si sposta alla machiavellica corte di Anderith. Il paese, nelle Terre Centrali, è popolato dagli Ander, un popolo dai capelli scuri, che ha in mano il potere politico e militare, e dagli Haken dai capelli rossi, completamente asserviti agli Ander. In un lontano passato, erano gli Haken a detenere il potere; gradualmente, gli Ander presero il sopravvento, governando con pugno di ferro i loro vecchi padroni, col pretesto di tenere sotto controllo la loro natura crudele. Perfino la maggioranza degli Haken era giunta a condividere l'idea di essere un popolo malvagio, rassegnandosi ad una esistenza quasi di schiavitù.
Ad Anderith giunge, quale ambasciatore dell'Ordine Imperiale, Stein, che personifica la natura selvaggia e crudele degli uomini dell'Ordine; tra gli altri particolari che lo caratterizzano, porta un mantello fatto con gli scalpi di uomini e donne dotati di poteri magici da lui uccisi. Lo scopo di Stein è condurre Anderith dalla parte dell'Ordine, per godere delle enormi risorse agricole del paese, e soprattutto per impossessarsi del Dominie Dirtch, una terribile arma di difesa in grado di distruggere in un attimo l'armata più potente.
Stein si trova a perfetto agio col Ministro della Cultura di Anderith, Bertrand Chanboor, una sorta di Primo Ministro che governa al posto del Re, che riveste soprattutto funzioni di rappresentanza (contemporaneamente di potere temporale e spirituale). Stein e Chanboor hanno in comune tra l'altro la passione per le donne; in coppia aggrediscono e violentano la giovane Haken Beata, giunta al palazzo della Cultura come garzone di macellaio per scaricare un carro pieno di carni.
Dalton Campbell, braccio destro del Ministro della Cultura, è in realtà il vero controllore di Anderith, che sorveglia con l'aiuto di una schiera di Messaggeri, reclutati anche tra gli Haken e condotti ad una fede cieca. Tra gli Haken reclutati c'è anche Fitch, già sguattero delle cucine del Palazzo della Cultura e segretamente innamorato di Beata, la cui triste vicenda con Stein e Chanboor ha potuto seguire. Dalton ha una moglie, Teresa, per la quale è disposto a fare qualsiasi cosa, e un'amica fraterna, Franca, dotata di poteri magici, di cui si serve per tenere sotto controllo i pezzi grossi di Anderith.
Fitch, che pure sogna di diventare il Cercatore di verità, completamente irretito da Dalton, partecipa in prima persona, assieme ad un gruppo di altri diseredati come lui, prima al pestaggio intimidatorio, e poi all'uccisione, di Claudine Whintrop, moglie di un potente uomo d'affari. La donna, aggredita e violentata dal satiro Chanboor, minacciava di rivelare al Paese di che pasta fosse fatto in realtà il Ministro della Cultura. Successivamente, però, Dalton incolpa Fitch dell'omicidio, ma lo aiuta a fuggire; Fitch con un amico si mette in viaggio per Aydindril.
Intanto, Richard si convince che il problema non è l'Insidia, ma la presenza dei Rintocchi. Spedisce comunque Cara ad Aydindril per rompere la bottiglia, e si dirige verso Anderith accompagnato, oltre che da Kahlan, dalla sua “prima moglie” Du Chaillu, che lo ha raggiunto accompagnata da alcuni Maestri di spada Baka Tau Mana. Pur incinta e vicina alla nascita del figlio dei Bantak, Du Chaillu sente di dover accompagnare Richard nella sua missione. Lo scopo di Richard è di fermare ad Anderith l'avanzata dell'esercito dell'Ordine.
Zedd arriva per primo ad Anderith, scopre che i Rintocchi si annidano in una grotta nelle montagne all'interno di Anderith; nel tentativo di comunicare con loro perde il controllo del proprio corpo e si incarna in un corvo.
Anche Richard e Kahlan arrivano ad Anderith, vedono il Dominie Dirtch (una impressionante serie di campane di pietra che cingono l'intero paese; basta colpirne una con un mortaio perché emetta un'onda sonora in grado di disintegrare chiunque si trovi oltre la linea esterna) ed incontrano Beata, diventata sergente dell'esercito. Stein, Dalton e Chandoor hanno infatti indebolito l'esercito di Anderith, sostituendo i soldati con ragazzi giovani ed inesperti; inoltre le truppe scelte sono composte da soldati dell'Ordine. Richard decide comunque che sia il popolo di Anderith a scegliere tra il D'hara e l'Ordine con un voto a suffragio universale.
Nonostante l'impegno profuso da Richard, Kahlan e dagli ufficiali di una parte dell'esercito d'hariano, che al comando del generale Meiffert ha raggiunto il loro Lord Rahl, il popolo di Anderith, plagiato da Dalton e dai suoi complici, vota in massa per l'Ordine Imperiale.
Nel frattempo, Ann, ancora prigioniera di Jagang, approfitta degli effetti della corruzione della magia da parte dei Rintocchi per convincere le Sorelle della Luce a fuggire con lei, ma senza risultato. Solo Sorella Alessandra, Sorella dell'Oscurità, sembra sensibile alle parole di Ann. Comunque, l'esercito di Jagang, con le Sorelle ed Ann, al seguito si avvicina sempre più ad Anderith.
I primi avamposti dell'esercito dell'Ordine arrivano nella capitale di Anderith. Dalton Campbell spedisce un gruppo dei suoi messaggeri, guidati da una Sorella dell'Oscurità che li ha magicamente rafforzati, all'accampamento dei D'Hariani. Il gruppo di messaggeri sorprende Kahlan, allontanatasi in preda allo sconforto per aver scoperto di essere incinta, e la massacrano di botte; in più, la Sorella lancia un incantesimo su Kahlan, che impedisce che l'uso della magia possa aiutarne la guarigione.
Richard interviene casualmente a salvare la persona aggredita, non riconoscendo in lei Kahlan, mette in fuga gli aggressori ed affida il ferito, che appare in condizioni disperate, alle cure del marito di Claudine Whintrop, che abitava in prossimità del luogo dell'aggressione. Solo dopo alcune ore, Du Chaillu rivela a Richard che il ferito è Kahlan, e lo avverte anche dell'incantesimo da cui la sua amata è stata colpita.
Intanto, Cara è giunta ad Aydindril, ma scopre che la Spada della Verità è stata rubata da Fitch; insegue il ragazzo fino ad Anderith, ma giunge in prossimità del Dominie Dirtch contemporaneamente all'arrivo delle avanguardie dell'Ordine Imperiale. Negli scontri che seguono, Cara viene catturata, Fitch ucciso assieme alla gran parte del giovane esercito di Anderith e la Spada della verità viene consegnata a Stein. Solo Beata e pochi commilitoni riescono a fuggire, e si allontanano da Anderith.
Dalton Campbell avvelena il Re, e consente a Chanboor di diventare il sovrano e assiste alla morte della sua amica Franca uccisa come maga dalla folla inferocita fomentata dall'Ordine Imperiale. Successivamente scopre che Chanboor ha preso sua moglie come amante abusando della devozione di lei per il potere che rappresenta. Lo shock per il tradimento di Teresa lo porta ad elaborare un piano per vendicarsi del sovrano: contrae una malattia venerea dalle prostitute di Fairfield ed infetta la moglie facendo l'amore con lei, in modo che lei infetti il suo amante. Allo stesso modo, fingendo di cedere alle avances di Hildemara, la moglie del sovrano, infetta anche lei.
Richard, che ha studiato le mosse di Joseph Ander, l'antico fondatore del regno di Anderith, comprende come funziona il Dominie Dirch e capisce che per allontanare i Rintocchi dal mondo deve dar loro il modo di vendicarsi proprio di Ander, che li aveva dominati nel passato. Recatosi alle grotte dove già era passato Zedd, infrange l'incantesimo che manteneva lo spirito di Ander al sicuro dai Rintocchi e lo lascia in balia della loro vendetta. I Rintocchi, soddisfatti, tornano nel mondo sotterraneo, il Dominie Dirch si disintegra e Zedd si può reincarnare abbandonando il suo aspetto di corvo.
Mentre l'esercito dell'Ordine arriva in Anderith e si scatena in saccheggi, stupri ed uccisioni, Dalton uccide Stein, che, oltre a sfoggiare lo scalpo di Franca che ora arricchisce il suo mantello, si vanta di essersi fatto “prestare” Teresa da Chanboor, e prima di morire restituisce a Richard la Spada della Verità. Ann, giunta al seguito di Jagang in Anderith, riesce a fuggire aiutata da Sorella Alessandra, che abiura il suo passato di Sorella dell'Oscurità.
Il libro si conclude con l'esercito del D'Hara che si ritira sotto la guida del generale Meiffert, mentre Richard, seguito da Cara che è sfuggita all'Ordine, parte con Kahlan terribilmente ferita verso gli amati boschi dei Territori dell'Ovest. Solo nella pace delle sue terre pensa di poter far guarire Kahlan e di recuperare la serenità interiore, persa a seguito della sconfitta elettorale ad Anderith, che gli consenta di riprendere la lotta contro Jagang.

## Personaggi
- Richard Rahl
- Kahlan Amnell
- Zeddicus Zu'l Zorander
- Priora Annalina
- Cara
- Imperatore Jagang
- Dalton Campbell
- Teresa Campbell
- Bertrand Chanboor
- Hildemara Chanboor
- L'Uomo Uccello
- Nissel
- Du Chaillu
- Jiaan
- Sorella Alessandra
- Beata
- Fitch
- Stein
- I Rintocchi della Morte

## Quinta regola del mago
Proseguendo la tradizione dei precedenti quattro libri, Goodkind crea una nuova Regola del Mago, che serve come linea guida del libro: 

## Edizioni
- Terry Goodkind, L'anima del fuoco, traduzione di Nicola Gianni, I ed., Fanucci, 2001,  p. 716, cap. 71, ISBN 0-7653-0524-0.
- La spada della verità - Volume 5, Fanucci Tif Extra, 2 ed., 2011, Cap. 70, pp. 656